# Дока
Алфредо "Дока" де Алмеида Рего (Рио де Жанеиро, 7. априла 1903.  — 1956) био је бразилски фудбалер . Играо је за репрезентацију Бразила .  Био је играч у репрезентацији репрезентације Бразила 1930. године. 